# Караджа войвода
 Тази статия е за хайдутина от Давидково.  За българския национален герой вижте Стефан Караджа.  
Караджа войвода е български революционер, войвода на хайдушка чета от девет души в района на Средните Родопи.
За Караджата се знае, че е роден в село Давидково във втората половина на XVIII век и се препитава като овчар. С четата си шета в околностите на връх Персеник. Пещерата на Караджов камък му служи за убежище. При него изучава хайдушкия занаят Белю войвода, а за ятак му служи един абаджиия от село Яворово, Прасковски Динче.
За да стане хайдутин Караджата е виновен Сарт Мустафа от Куклен, който „хвърля“ око на неговата гальовница Стойна и я отвлича за харема си. При опит да освободи момичето турците го застрелват. В отговор на това войводата запалва къщата на разбойника. Три дни след тези събития войводата убива четирима турци, качва на кон убития добралъшки ходжа и така го провожда пред портите на кукленския чауш Назър ага. Освобождава страшилището на раята Ясъоглу, пленен от него, срещу откуп от три хиляди лири. Турците го уловили, но той успява да избяга и те изпращат потери подир него. В гората пуква една пушка и водачът на потерята Дели Мехмед пада мъртъв.
Според преданията в село Горен Юрт живеела красива българка на име Тодора. Турския големец Осман паша заповядал на Манго ага да задигне момата. В нейна защита се явили Караджата и Белю войвода. При завързалото се сражение хубавата Тодора била простреляна. Тогава пашата издал заповед селото да бъде опожарено. Оцелелите от клането селяни основали ново поселище, наречено Орешец, а мястото, където почива момичето нарекли „Момин камък“.
За по-значителни успехи на Караджа войвода се считат битката при Семерджик дере край село Добралък, наказанието на Сарт Мустафа от Куклен, пленяването на даалийския главатар Ясъоглу в Рупчоския край. На името на войводата са наречени паметни места в селата Яврово, Мостово и Манастир.